# 狭叶桃榄
狭叶桃榄（学名：Pouteria stenophylla），其种加词“stenophylla”意为“窄叶的”。是巴西里约热内卢特有的一种桃榄属植物。它们的栖息地位于沿海的山陵森林中。由于多次在其分布地进行的搜寻均未能发现它们，现时相信其已灭绝。